# الظاهرات (أراطس)
الظاهرات كتاب لأراطس في الفلك. قال البيروني يفتتحه بتمجيد زوس وإنه الذي نحن معشر الناس لا ندعه ولا نستغني عنه، الذي ملأ الطرق ومجامع الناس وهو رؤوف بهم مظهر للمحبوبات ناهض بهم إلى العمل مذكر بالمعاش [ك‍] مخبر بالأوقات المختارة للحفر والحرث للنشوء الصحيح ومن نصب في الفلك من العلامات والكواكب ولهذا نتضرع إليه أولا وأخيرا ويمدح الروحانيين بعده ومتى قايست بين الطبقتين كانت هذه أوصاف براهم ومفسر كتاب الظاهرات زعم أنه خالف الشعراء في ابتدائهم بالآلهة أنه أزمع أن يتكلم على الفلك ثم نظر أيضا كما نظر جالينوس في نسب اسقليبيوس فقال نحب نعرف أي زوس عنى أراطس الرمزي أم الطبيعي لأن إقراطس الشاعر سمى الفلك زوس وكذلك قال أوميرس كما تقطع قطع الثلج من زوس وأراطس سمى الأيثر والهواء زوس في قوله إن الطرق والمجامع مملوءة منه وإن كلنا محتاجين إلى استنشاقه ولهذا زعم أن رأي أصحاب الأسطوان في زوس أنه الروح المنبثة بالهيولى المناسبة لأنفسنا أي الطبيعة السائسة لكل جسد طبيعي ونسبه إلى الرأفة لأنه علة الخيرات فبحق زعم أنه ليس أولد الناس فقط بل الآلهة أيضا. اهـ